# طاش ما طاش 6 (مسلسل)
طاش ما طاش 6، مسلسل كوميدي سعودي من إنتاج التلفزيون السعودي والعرض الأول (19 ديسمبر 1998 -).

## فريق الممثلين
من بطولة الممثلون:
- عبد الله السدحان
- ناصر القصبي
- خالد سامي
- هدى الخطيب
- فايز المالكي
- راشد الشمراني
- وجنات الرهبيني
- محمد العيسى
- فهد الحيان
- وليد الحليله
- علي المدفع
- عبد العزيز المبدل
- محمد الطويان
- محمد الكنهل
- حبيب الحبيب
- حمد المزيني
- عبد الله المزيني
- عبد العزيز السكيرين
- نايف المالكي
- عبد الله السناني
- مجدي القاضي
- أمل حسين
- أحمد الهذيل
- عبد العزيز الحماد
- جعفر الغريب
- يوسف الجراح
- فهد الركف
- محمد التكروني
- يوسف اليوسف
- مرزوق الغامدي
- تركي السدحان
- محمد السدحان
- نواف السدحان
- سعود الفريج
- أيمن المديفر
- راكان السدحان

تأليف عبد الله السدحان و ناصر القصبي وإخراج عبد الخالق الغانم.

## وصلات خارجية
- صفحة المسلسل على موقع السينما